# Calothamnus accedens
Calothamnus accedens là một loài thực vật có hoa trong Họ Đào kim nương. Loài này được Hawkeswood mô tả khoa học đầu tiên năm 1984.